# Lista de emissoras de televisão de São Paulo
Esta é uma lista de emissoras de televisão do estado brasileiro de São Paulo. São 129 emissoras concessionadas pela ANATEL. Pela lei, uma Retransmissora de Televisão (RTV) fora da Amazônia Legal pode gerar programação local limitada e não pode vender espaços comerciais, e uma emissora do Serviço Especial de Televisão por Assinatura (TVA) só pode exibir programação temporariamente durante o dia (porém não obedecido, visto que a maioria delas transmite 24h). As emissoras podem ser classificadas pelo nome, canal analógico, canal digital, cidade de concessão, sede, razão social, afiliação e prefixo.

## Canais abertos
| Nome                           | CV | CD  | Concessão             | Sede                  | Razão social                                                              | Afiliação                                                                             | Prefixo |
| ------------------------------ | -- | --- | --------------------- | --------------------- | ------------------------------------------------------------------------- | ------------------------------------------------------------------------------------- | ------- |
| Band Mais                      | 4  | 16  | Campinas              | Campinas              | Rádio e TV Bandeirantes de Campinas S.A.                                  | Band                                                                                  | ZYB 889 |
| Band Paulista                  | 10 | 19  | Presidente Prudente   | Presidente Prudente   | Televisão Bandeirantes de Presidente Prudente Ltda.                       | Band                                                                                  | ZYB 862 |
| Band São Paulo                 | 13 | 23  | São Paulo             | São Paulo             | Rádio e Televisão Bandeirantes S.A.                                       | Band                                                                                  | ZYB 852 |
| Band Vale                      | 6  | 23  | Taubaté               | Taubaté               | Rádio e Televisão Taubaté Ltda.                                           | Band                                                                                  | ZYB 885 |
| Boa Vontade TV                 | 11 | 40  | São José dos Campos   | São Paulo             | Fundação José de Paiva Netto                                              | Boa Vontade TV                                                                        | ZYB 896 |
| CBI                            | 16 | 15  | São Paulo             | São Paulo             | Canal Brasileiro da Informação CBI Ltda.                                  | TV Universal                                                                          | ZYB 877 |
| Canal 21                       | 21 | 22  | São Paulo             | São Paulo             | Rede 21 Comunicações S.A.                                                 | TV Universal                                                                          | ZYB 888 |
| Canal Um Europa                | 30 | 30  | São Paulo             | São Paulo             | Boa Ventura Empresa de Serviço de Acesso Condicionado Ltda.               | RIT                                                                                   | ZYB 871 |
| CDIN TV                        | 13 | 34  | Piracicaba            | Piracicaba            | CDIN - Canal Digital Internacional de Notícias Ltda.                      | Independente                                                                          | ZYQ 833 |
| CH 49                          | 49 | 21  | São Paulo             | São Paulo             | Pira Som e Imagem S.A.                                                    | Sabor & Arte                                                                          | ZYB 884 |
| CNT SP                         | 52 | 24  | Americana             | Americana             | TV Carioba Comunicações Ltda.                                             | CNT                                                                                   | ZYB 881 |
| EPTV Campinas                  | 12 | 25  | Campinas              | Campinas              | Empresa Paulista de Televisão S/A                                         | TV Globo .2 EducaTV                                                                   | ZYB 859 |
| EPTV Central                   | 6  | 25  | São Carlos            | São Carlos            | Empresa Pioneira de Televisão S/A                                         | TV Globo                                                                              | ZYB 870 |
| EPTV Ribeirão                  | 7  | 25  | Ribeirão Preto        | Ribeirão Preto        | Empresa Paulista de Televisão S/A                                         | TV Globo                                                                              | ZYB 860 |
| Ideal TV                       | 32 | 31  | São Paulo             | São Paulo             | ID TV S.A.                                                                | Ideal TV                                                                              | ZYB 875 |
| ISTV                           | 36 | 36  | Guarujá               | Guarujá               | Fundação Fernando Eduardo Lee                                             | Independente .2 ISTV Cidadania                                                        | ZYB 909 |
| ITV Brasil                     | 50 | 50  | Itatiba               | Itatiba               | Sistema M1 de Teleducação Ltda.                                           | Independente                                                                          | RTV     |
| MID TV                         | 35 | 35  | —                     | Mogi Guaçu            | —                                                                         | Independente                                                                          | —       |
| NGT São Paulo                  | 3  | 47  | Osasco                | São Paulo             | Fundação de Fátima                                                        | NGT                                                                                   | ZYB 895 |
| Nova TV Catanduva              | 27 | 53  | Catanduva             | Catanduva             | Sistema Opinião de Comunicação e Comércio Ltda.                           | Canal Gov                                                                             | RTV     |
| RBI TV                         | 6  | 14  | São Paulo             | São Paulo             | Cable-Link Operadora de Sinais de TV a Cabo Ltda.                         | RBI                                                                                   | RTV     |
| RBTV                           | 14 | 10  | São Caetano do Sul    | São Paulo             | Sociedade de Teleeducação Comunitária Cultural São Caetano Ltda.          | RBTV                                                                                  | RTV     |
| Record News SP                 | 35 | 35  | Araraquara            | Araraquara            | Rede Mulher de Televisão Ltda.                                            | Record News                                                                           | ZYB 858 |
| Rede 41                        | 41 | 41  | Pirassununga          | Limeira               | Fundação Cultural Padre Luiz Bartholomeu                                  | Rede Mais Família                                                                     | ZYB 911 |
| Rede Brasil                    | 12 | 50  | São Paulo             | São Paulo             | Sociedade de Teleeducação Comunitária Cultural São Caetano Ltda.          | Rede Brasil                                                                           | RTV     |
| Rede Gospel                    | 53 | 27  | São Paulo             | São Paulo             | Fundação Evangélica Trindade                                              | Rede Gospel                                                                           | ZYB 887 |
| Rede Legislativa de Rádio e TV | 31 | 31  | Assis                 | Assis                 | Câmara dos Deputados                                                      | TV Câmara .2 TV Alesp .3 TV Câmara Assis .4 TV Senado .5 Rádio Câmara                 | ZYB 924 |
| Rede Legislativa de Rádio e TV | 31 | 31  | Barretos              | Barretos              | Câmara dos Deputados                                                      | TV Câmara .2 TV Alesp .3 TV Câmara Barretos .4 TV Senado .5 Rádio Câmara              | ZYQ 863 |
| Rede Legislativa de Rádio e TV | 31 | 31  | Bauru                 | Bauru                 | Câmara dos Deputados                                                      | TV Câmara .2 TV Alesp .3 TV Câmara Bauru .4 TV Senado .5 Rádio Câmara                 | ZYQ 849 |
| Rede Legislativa de Rádio e TV | 31 | 31  | Botucatu              | Botucatu              | Câmara dos Deputados                                                      | TV Câmara .2 TV Alesp .3 TV Câmara Botucatu .4 TV Senado .5 Rádio Câmara              | ZYQ 850 |
| Rede Legislativa de Rádio e TV | 11 | 39  | Campinas              | Campinas              | Câmara dos Deputados                                                      | TV Câmara .2 TV Alesp .3 TV Câmara Campinas .4 TV Senado .5 Rádio Câmara              | ZYQ 867 |
| Rede Legislativa de Rádio e TV | 6  | 31  | Franca                | Franca                | Câmara dos Deputados                                                      | TV Câmara .2 TV Alesp .3 TV Câmara Franca .4 TV Senado .5 Rádio Câmara                | ZYQ 851 |
| Rede Legislativa de Rádio e TV | 40 | 40  | Itapetininga          | Itapetininga          | Câmara dos Deputados                                                      | TV Câmara .2 TV Alesp .3 TV Câmara Itapetininga .4 TV Senado .5 Rádio Câmara          | ZYQ 894 |
| Rede Legislativa de Rádio e TV | 39 | 39  | Jacareí               | Jacareí               | Câmara dos Deputados                                                      | TV Câmara .2 TV Câmara Jacareí .3 TV Alesp .4 TV Senado .5 Rádio Câmara               | ZYP 284 |
| Rede Legislativa de Rádio e TV | 34 | 34  | Jaú                   | Jaú                   | Câmara dos Deputados                                                      | TV Câmara .2 TV Câmara Jahu .3 TV Alesp .4 TV Senado .5 Rádio Câmara                  | ZYQ 852 |
| Rede Legislativa de Rádio e TV | 12 | 45  | Jundiaí               | Jundiaí               | Câmara dos Deputados                                                      | TV Câmara .2 TV Câmara Jundiaí .3 TV Alesp .4 TV Senado .5 Rádio Câmara               | ZYQ 861 |
| Rede Legislativa de Rádio e TV | 36 | 36  | Lins                  | Lins                  | Câmara dos Deputados                                                      | TV Câmara .2 TV Alesp .3 TV Câmara Lins .4 Rádio Câmara                               | —       |
| Rede Legislativa de Rádio e TV | 31 | 31  | Marília               | Marília               | Câmara dos Deputados                                                      | TV Câmara .2 TV Câmara Marília .3 TV Alesp .4 TV Senado .5 Rádio Câmara               | ZYQ 857 |
| Rede Legislativa de Rádio e TV | 3  | 50  | Mogi das Cruzes       | Mogi das Cruzes       | Câmara dos Deputados                                                      | TV Câmara .2 TV Câmara Mogi das Cruzes .3 TV Alesp .4 TV Senado .5 Rádio Câmara       | ZYQ 868 |
| Rede Legislativa de Rádio e TV | 11 | 31  | Piracicaba            | Piracicaba            | Câmara dos Deputados                                                      | TV Câmara .2 TV Alesp .3 TV Câmara Piracicaba .4 TV Senado .5 Rádio Câmara            | ZYQ 853 |
| Rede Legislativa de Rádio e TV | 6  | 31  | Ribeirão Preto        | Ribeirão Preto        | Câmara dos Deputados                                                      | TV Câmara .2 TV Alesp .3 TV Câmara Ribeirão Preto .4 TV Senado .5 Rádio Câmara        | ZYQ 866 |
| Rede Legislativa de Rádio e TV | 49 | 49  | São Carlos            | São Carlos            | Câmara dos Deputados                                                      | TV Câmara .2 TV Alesp .3 TV Câmara São Carlos .4 TV Senado .5 Rádio Câmara            | ZYQ 883 |
| Rede Legislativa de Rádio e TV | 28 | 28  | São José do Rio Preto | São José do Rio Preto | Câmara dos Deputados                                                      | TV Câmara .2 TV Câmara São José do Rio Preto .3 TV Alesp .4 TV Senado .5 Rádio Câmara | ZYQ 860 |
| Rede Legislativa de Rádio e TV | 12 | 12  | São José dos Campos   | São José dos Campos   | Câmara dos Deputados                                                      | TV Câmara .2 TV Alesp .3 TV Câmara São José dos Campos .4 TV Senado .5 Rádio Câmara   | ZYQ 892 |
| Rede Legislativa de Rádio e TV | 8  | 39  | São Paulo             | São Paulo             | Câmara dos Deputados                                                      | TV Câmara .2 TV Alesp .3 TV Câmara SP .4 TV Senado .5 Rádio Câmara                    | ZYQ 856 |
| Rede Legislativa de Rádio e TV | 31 | 31  | Sorocaba              | Sorocaba              | Câmara dos Deputados                                                      | TV Câmara .2 TV Alesp .3 TV Câmara Sorocaba .4 TV Senado .5 Rádio Câmara              | ZYQ 854 |
| Rede Legislativa de Rádio e TV | 4  | 13  | Taubaté               | Taubaté               | Câmara dos Deputados                                                      | TV Câmara .2 TV Câmara Taubaté .3 TV Alesp .4 TV Senado .5 Rádio Câmara               | ZYQ 888 |
| Rede Legislativa de Rádio e TV | 34 | 34  | Tupã                  | Tupã                  | Câmara dos Deputados                                                      | TV Câmara .2 TV Alesp .3 TV Câmara Tupã .4 TV Senado .5 Rádio Câmara                  | ZYQ 858 |
| Rede Paulista                  | 48 | 48  | Várzea Paulista       | Jundiaí               | Fundação Cultural Anhanguera                                              | TV Brasil                                                                             | ZYB 913 |
| Rede Século 21                 | 53 | 23  | Campinas              | Valinhos              | Fundação Século Vinte e Um                                                | Rede Século 21                                                                        | ZYB 898 |
| Rede Vida                      | 11 | 32  | São José do Rio Preto | São José do Rio Preto | Televisão Independente de São José do Rio Preto Ltda.                     | Rede Vida                                                                             | ZYB 886 |
| RedeTV! São Paulo              | 9  | 29  | São Paulo             | Osasco                | TV Ômega Ltda.                                                            | RedeTV!                                                                               | ZYB 863 |
| RFTV                           | 8  | 44  | Limeira               | Campinas              | Rede Família de Comunicação Ltda.                                         | TV Universal                                                                          | ZYB 872 |
| RIT TV                         | 40 | 40  | Santo André           | São Paulo             | Televisão Cidade Modelo Ltda.                                             | RIT                                                                                   | RTV     |
| Santa Cecília TV               | 52 | 49  | São Vicente           | Santos                | Instituto Superior de Educação Santa Cecília - Unisanta                   | Independente                                                                          | ZYB 912 |
| SBT Central                    | 12 | 24  | Jaú                   | Jaú                   | TV Studios de Jaú S/A                                                     | SBT                                                                                   | ZYB 864 |
| SBT RP                         | 5  | 24  | Ribeirão Preto        | Ribeirão Preto        | TV Studios de Ribeirão Preto Ltda.                                        | SBT                                                                                   | ZYB 867 |
| SBT São Paulo                  | 4  | 28  | São Paulo             | Osasco                | TVSBT Canal 4 de São Paulo S/A                                            | SBT                                                                                   | ZYB 855 |
| SRC TV                         | 17 | 50  | Andradina             | Andradina             | Fundação Cultural Nivaldo Franco Bueno                                    | TV Brasil                                                                             | ZYB 904 |
| SRTV                           | 14 | 14  | Amparo                | Pedreira              | Fundação Sistema Regional de Televisão                                    | TV Brasil                                                                             | ZYB 916 |
| STZ TV                         | 59 | 41  | Sertãozinho           | Sertãozinho           | Fundação Cultural Educacional de Sertãozinho                              | TV Brasil                                                                             | ZYQ 880 |
| Top TV                         | 33 | 33  | São Paulo             | São Paulo             | TV Pelicano S/A                                                           | Top TV .2 Uma TV .3 Astral TV                                                         | ZYB 880 |
| Trans TV                       | 46 | 46  | Mogi das Cruzes       | Mogi das Cruzes       | Trans TV Radiodifusão Ltda.                                               | NGT                                                                                   | RTV     |
| TV Altiora                     | 39 | 36  | Bragança Paulista     | Bragança Paulista     | Fundação Bragantina de Rádio e Televisão Educativa                        | Astral TV                                                                             | ZYB 908 |
| TV Aparecida                   | 59 | 52  | Aparecida             | Aparecida             | Fundação Nossa Senhora Aparecida                                          | TV Aparecida                                                                          | ZYB 905 |
| TV Artes                       | 19 | 18  | Jaguariúna            | Jaguariúna            | Fundação Vila Jaguary                                                     | TV Cultura                                                                            | ZYP 297 |
| TV Ativa                       | 26 | 50  | Piracicaba            | Piracicaba            | Associação Cultural e Educativa Megatown                                  | Independente                                                                          | RTV     |
| TV Áudio                       | 17 | 35  | Francisco Morato      | São Paulo             | Fundação Assistencial, Educacional e Cultural Áudio                       | RTN .2 Deus Proverá                                                                   | ZYB 891 |
| TV Brasil São Paulo            | 1  | 38  | São Paulo             | São Paulo             | Empresa Brasil de Comunicação S.A. - EBC                                  | TV Brasil .2 CanalGov .3 Canal Educação .4 Canal Saúde                                | ZYQ 859 |
| TV Cachoeira                   | 46 | 46  | Osasco                | São Paulo             | Shop Tour TV Ltda.                                                        | TV Novo Tempo                                                                         | RTV     |
| TV Canção Nova                 | 35 | 58  | Cachoeira Paulista    | Cachoeira Paulista    | Fundação João Paulo II                                                    | TV Canção Nova                                                                        | ZYB 893 |
| TV Cidade                      | 47 | 47  | Ibitinga              | Ibitinga              | Televisão Educativa Cidade de Ibitinga S/C Ltda.                          | TV Brasil                                                                             | RTV     |
| TV Claret                      | 45 | 45  | Rio Claro             | Rio Claro             | Fundação Claret                                                           | TV Brasil Rede Século 21                                                              | ZYP 314 |
| TV Clube                       | 9  | 16  | Ribeirão Preto        | Ribeirão Preto        | Sistema Clube de Comunicação Ltda.                                        | Band                                                                                  | ZYB 868 |
| TV Conecta                     | 17 | 17  | Araras                | Araras                | Fundação Educativa Cultural de Araras                                     | TV Brasil .2 Conecta FM Tropical .3 TV Senado                                         | ZYB 900 |
| TV Cotia                       | 59 | 49  | Cotia                 | Cotia                 | Fundação Ernesto Benedito de Camargo                                      | TV Canção Nova                                                                        | ZYP 309 |
| TV Cultura                     | 2  | 24  | São Paulo             | São Paulo             | Fundação Padre Anchieta - Centro Paulista de Rádio e TV Educativas        | TV Cultura .2 Univesp TV .3 Rede Alesp .4 TV Câmara SP .5 Rádio Cultura               | ZYB 851 |
| TV Cultura Litoral             | 48 | 48  | Bertioga              | Bertioga              | Fundação Costa Norte                                                      | TV Cultura .2 Univesp TV .3 Multicultura .4 TV Câmara SP                              | ZYP 300 |
| TV Cultura Paulista            | 7  | 36  | Araraquara            | Araraquara            | Fundação Educativa e Cultural Julius August Marischen                     | TV Cultura .2 Univesp TV .3 Multicultura .4 TV Câmara SP .5 Rádio Cultura             | ZYB 921 |
| TV Diário                      | 19 | 19  | Mogi das Cruzes       | Mogi das Cruzes       | Rádio e Televisão Diário de Mogi Ltda.                                    | TV Globo                                                                              | ZYB 901 |
| TV Direta                      | 21 | 32  | Mococa                | Mococa                | Sociedade Direta de Comunicação Ltda.                                     | TV Brasil Boa Vontade TV                                                              | RTV     |
| TV Educadora                   | 59 | 59  | Batatais              | Batatais              | Rádio e Televisão Educadora Música e Cultura Ltda.                        | TV Brasil                                                                             | RTV     |
| TV Educativa                   | 31 | 31  | Paulínia              | Paulínia              | TV Educativa de Paulínia Ltda.                                            | RBTV                                                                                  | RTV     |
| TV Eldorado                    | 36 | 36  | Mogi das Cruzes       | São Paulo             | Rádio Eldorado Ltda.                                                      | Rede Mais Família .2 Boas Novas                                                       | RTV     |
| TV Fronteira                   | 31 | 31  | Presidente Prudente   | Presidente Prudente   | TV Fronteira Paulista Ltda.                                               | TV Globo                                                                              | ZYB 876 |
| TV Gazeta                      | 11 | 17  | São Paulo             | São Paulo             | Fundação Cásper Líbero                                                    | TV Gazeta                                                                             | ZYB 853 |
| TV Globo São Paulo             | 5  | 18  | São Paulo             | São Paulo             | Globo Comunicação e Participações S/A                                     | TV Globo                                                                              | ZYB 850 |
| TV Guarulhos                   | 58 | 12  | Guarulhos             | Guarulhos             | Fundação Ernesto Benedito de Camargo                                      | Rede Século 21                                                                        | ZYB 919 |
| TV Indaiá                      | —  | 19* | Indaiatuba            | Indaiatuba            | Fundação Educativa e Cultural Sol do Amanhã                               | TV Brasil                                                                             | RTV     |
| TV Jornal                      | 39 | 40  | Limeira               | Limeira               | Fundação Orlando Zovico                                                   | TV Cultura                                                                            | ZYB 910 |
| TV Matão                       | 14 | 14  | Matão                 | Matão                 | Organização Rádio e Televisão Educ. Matonense Ltda.                       | TV Brasil                                                                             | RTV     |
| TV Morada do Sol               | 20 | 20  | Araraquara            | Araraquara            | Fundação Raphael Montoro                                                  | TV Brasil                                                                             | ZYQ 845 |
| TV Nativa                      | 47 | 47  | Campinas              | Campinas              | Sistema Nativa de Comunicações Ltda.                                      | Astral TV                                                                             | RTV     |
| TV Noroeste                    | 19 | 51  | Birigui               | Birigui               | Associação Sabioni de Comunicação                                         | TV Brasil                                                                             | RTV     |
| TV Nova Imagem                 | 10 | 50  | Brodowski             | Brodowski             | Soc. Rádio Tel. Cultural Educativa Universal S/C Ltda.                    | TV Brasil                                                                             | RTV     |
| TV Nova Serrana                | 47 | 47  | Botucatu              | Botucatu              | Fundação Cultural e Educativa de Rádio e Televisão Lanhoso de Lima        | TV Brasil                                                                             | ZYQ 884 |
| TV Orquídea                    | 40 | 39  | Sumaré                | Sumaré                | TV Cidade Orquídea Ltda.                                                  | TV Aparecida                                                                          | RTV     |
| TV Pioneira                    | 22 | 22  | Cubatão               | Cubatão               | TV Pioneira Ltda.                                                         | Top TV                                                                                | ZYQ 891 |
| TV Prevê                       | 32 | 32  | Bauru                 | Bauru                 | Fundação Prevê                                                            | Canal Gov                                                                             | ZYQ 843 |
| TV Record Interior SP          | 13 | 14  | Franca                | Franca                | TV Imperador Ltda.                                                        | Record                                                                                | ZYB 857 |
| TV Record Litoral e Vale       | 8  | 33  | Santos                | Santos                | TV Mar Ltda.                                                              | Record                                                                                | ZYB 894 |
| TV Record Paulista             | 4  | 27  | Bauru                 | Bauru                 | TV Cidade de Bauru Ltda.                                                  | Record                                                                                | ZYB 882 |
| TV Record Rio Preto            | 7  | 42  | São José do Rio Preto | São José do Rio Preto | TV Record de Rio Preto S/A                                                | Record                                                                                | ZYB 861 |
| TV Record São Paulo            | 7  | 20  | São Paulo             | São Paulo             | Rádio e Televisão Record S.A.                                             | Record                                                                                | ZYB 854 |
| TV Setorial                    | 15 | 30  | Pindamonhangaba       | Pindamonhangaba       | Fundação Setorial de Radiodifusão Educativa de Sons e Imagens             | TV Novo Tempo                                                                         | ZYB 892 |
| TV Sorocaba                    | 35 | 35  | Sorocaba              | Sorocaba              | Televisão Sorocaba Ltda.                                                  | SBT                                                                                   | ZYB 874 |
| TV TEM Bauru                   | 26 | 26  | Bauru                 | Bauru                 | TV Bauru Ltda.                                                            | TV Globo                                                                              | ZYB 856 |
| TV TEM Itapetininga            | 26 | 26  | Itapetininga          | Itapetininga          | Novo Interior Comunicações Ltda.                                          | TV Globo                                                                              | ZYB 897 |
| TV TEM Rio Preto               | 26 | 26  | São José do Rio Preto | São José do Rio Preto | TV São José do Rio Preto Ltda.                                            | TV Globo                                                                              | ZYB 866 |
| TV TEM Sorocaba                | 26 | 26  | Sorocaba              | Sorocaba              | TV Aliança Paulista Ltda.                                                 | TV Globo                                                                              | ZYB 873 |
| TV Templo                      | 10 | 32  | São Paulo             | São Paulo             | Sistema de Comunicação Pantanal S/C Ltda.                                 | TV Universal                                                                          | RTV     |
| TV TodoDia                     | 14 | 14  | Americana             | Americana             | Fundação João Zanaga                                                      | TV Brasil                                                                             | RTV     |
| TV Tribuna                     | 18 | 19  | Santos                | Santos                | SAT Sistema A Tribuna de Comunicação-Santos Ltda.                         | TV Globo                                                                              | ZYB 883 |
| TH+ TV                         | 32 | 51  | Ribeirão Preto        | Ribeirão Preto        | Fundação Rádio e TV Educativa SEB                                         | Independente                                                                          | ZYB 923 |
| TH+ Band Litoral               | 12 | 23  | Santos                | São Vicente           | TV do Povo Ltda.                                                          | Band                                                                                  | ZYB 878 |
| TH+ Record Campinas            | 6  | 28  | Campinas              | Campinas              | Televisão Princesa d'Oeste de Campinas Ltda.                              | Record                                                                                | ZYB 865 |
| TH+ SBT Interior               | 7  | 34  | Araçatuba             | Araçatuba             | Sistema Araçá de Comunicação Ltda.                                        | SBT                                                                                   | ZYB 879 |
| TH+ SBT Vale                   | 22 | 48  | São José dos Campos   | São José dos Campos   | Televisão Brasil Ltda.                                                    | SBT                                                                                   | ZYQ 864 |
| TV Unesp                       | 45 | 46  | Bauru                 | Bauru                 | Universidade Estadual Paulista Julio de Mesquita Filho-UNESP              | TV Cultura                                                                            | ZYB 922 |
| TV União                       | 22 | 22  | São João da Boa Vista | São João da Boa Vista | Fundação União de Comunicação                                             | Independente                                                                          | —       |
| TV UNIFEV                      | 53 | 53  | Votuporanga           | Votuporanga           | Fundação Rádio Educacional de Votuporanga                                 | TV Brasil                                                                             | ZYB 914 |
| TV UniSantos                   | 40 | 41  | Cubatão               | Santos                | Fundação TV Educativa Universidade Católica de Santos                     | TV Brasil                                                                             | ZYT 306 |
| TV Vanguarda                   | 17 | 16  | São José dos Campos   | São José dos Campos   | TV Vale do Paraíba Ltda.                                                  | TV Globo                                                                              | ZYB 869 |
| TV Vanguarda                   | 3  | 28  | Taubaté               | Taubaté               | TV Taubaté Ltda.                                                          | TV Globo                                                                              | ZYB 899 |
| TV8                            | 15 | 48  | Barueri               | São Paulo             | Fundação Isabela Paolillo Rossi                                           | Independente                                                                          | ZYQ 886 |
| TVE São Carlos                 | 47 | 47  | São Carlos            | São Carlos            | Município de São Carlos                                                   | TV Brasil                                                                             | ZYQ 862 |
| TVT                            | 44 | 44  | Mogi das Cruzes       | São Bernardo do Campo | Fundação Sociedade, Comunicação, Cultura e Trabalho                       | Independente                                                                          | ZYB 920 |
| Vale TV                        | 32 | 32  | Barretos              | Barretos              | Fundação de Educação e Telecomunicação de Barretos                        | Independente                                                                          | ZYB 906 |
| VTV                            | 46 | 45  | Santos                | Santos                | Empresa de Comunicação PRM Ltda.                                          | SBT                                                                                   | ZYB 890 |
| ZTV                            | 18 | 47  | Barueri               | São Paulo             | Sociedade de Comunicação Educacional e Cultural Menotti Del Picchia Ltda. | Independente                                                                          | RTV     |

* - Em implantação

### Extintos
| Nome                        | Canal | Cidade de concessão   | Período de existência |
| --------------------------- | ----- | --------------------- | --------------------- |
| TV Santos                   | 5     | Santos                | 1957–1960             |
| TV Excelsior                | 9     | São Paulo             | 1960–1970             |
| TV Sertãozinho              | 15    | Sertãozinho           | 1968–1979             |
| TV Tupi São Paulo           | 4     | São Paulo             | 1950–1980             |
| TV Pontal Paulista          | 6     | Presidente Prudente   | 1990–1994             |
| TV Jovem Pan                | 16    | São Paulo             | 1991–1994             |
| TV Litoral                  | 52    | São Vicente           | 1991–1997             |
| TV Manchete São Paulo       | 9     | São Paulo             | 1983–1999             |
| Shop Tour                   | 46    | São Paulo             | 2004–2011             |
| TV Cultura de Santa Bárbara | 35    | Santa Bárbara d'Oeste | ????–2012             |
| MTV Brasil                  | 32    | São Paulo             | 1990–2013             |
| GloboNews                   | 19    | São Paulo             | 1996–2016             |
| TV Mackenzie                | 60    | São Paulo             | 2008–2017             |
| NTVC                        | 32    | Cruzeiro              | Desconhecido          |
| TV Convenção                | 43    | Itu                   | ????–2018             |
| Ideal TV                    | 32    | São Paulo             | 2013–2020             |
| STV                         | 43    | Mogi Mirim            | 2018–2021             |
| Loading                     | 32    | São Paulo             | 2020-2021             |

## Canais fechados
- BR8 TV
- C3TV
- CNU
- CNN Brasil
- ECO TV ABC
- F11TV
- LIVEtv SP
- PlayTV
- SescTV
- TV Aberta SP
- TV Jockey SP
- TV Jovem Pan News
- TV Mundo Maior
- TV Nova São Carlos
- TV Primeira
- TV+
- TVCEL
- Ultrafarma TV
- Vivax TV
- Ypê TV